# Thomas Böck
Thomas Böck (* 20. Februar 1965) ist ein ehemaliger österreichischer Fußballspieler.

## Karriere
Böck absolvierte sein einziges Spiel in der 1. Division für den SV Austria Salzburg im Juni 1985, als er am 30. Spieltag der Saison 1984/85 gegen den First Vienna FC in der 67. Minute für Wolfgang Kienast eingewechselt wurde.
In der Saison 1989/90 spielte Böck für den Regionalligisten USK Anif, für den er in jener Saison in 21 Spiele in der Regionalliga West zum Einsatz kam.
1990 wechselte Böck zum SV Grödig, für den er zwei Jahre lang aktiv war. Zwischen 1992 und 1994 spielte er noch für den ATSV Timelkam.